# Sakigake
A Sakigake japán űrszonda 1985. január 8-án indult a Kagosima űrközpontból. 1986. március 11-én megközelítette a Halley-üstököst. A legkisebb távolság 7 millió kilométer körüli volt. Három tudományos műszert vitt magával. A Sakigake később többször is megközelítette a Földet. Először 1992. január 8-án 90 ezer kilométerre. A másik japán üstökösszonda a Suisei volt.

## 1986-os üstökösszondák
- Giotto (Európa)
- Vega-1 és Vega-2 (Szovjetunió)
- Sakigake (Japán)
- Suisei (Japán)